# Cirrhilabrus joanallenae
Cirrhilabrus joanallenae är en fiskart som beskrevs av Allen 2000. Cirrhilabrus joanallenae ingår i släktet Cirrhilabrus och familjen läppfiskar. IUCN kategoriserar arten globalt som otillräckligt studerad. Inga underarter finns listade i Catalogue of Life.